# Saugus (Massachusetts)
Pour les articles homonymes, voir Saugus.
Saugus est une ville du Comté d'Essex dans l'état du Massachusetts aux États-Unis, située au nord de Boston.
Sa population était de 26 628 habitants en 2010.